# 卡斯玛·璞蒂

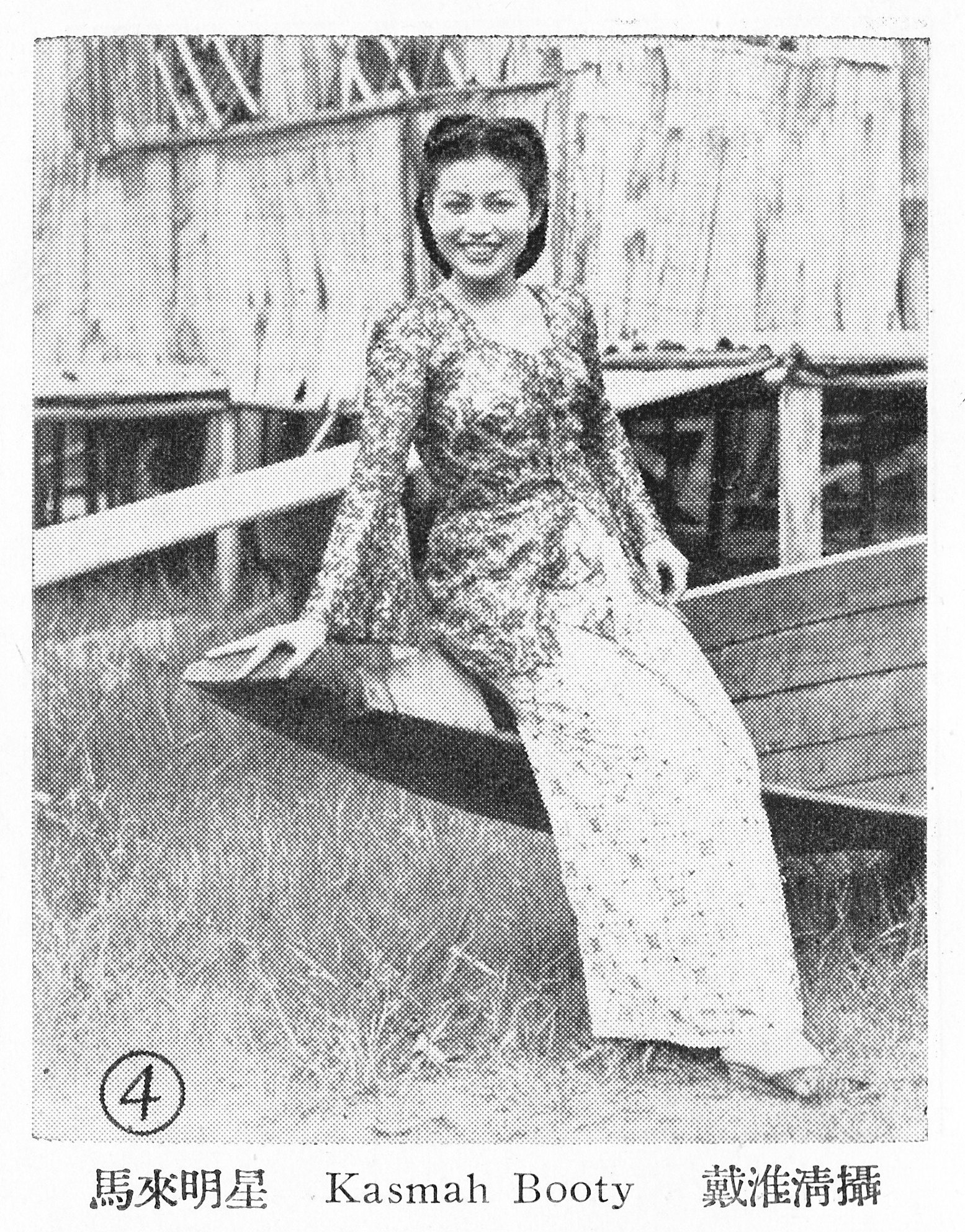
卡斯玛·璞蒂，由摄影家戴淮清拍摄

卡斯玛·璞蒂（1932年—2007年6月1日），是马来西亚早期著名女演员，活跃于1950年代至1990年代。她出生于荷属印度（印尼）苏门答腊，是荷兰和爪哇混血儿。她与已故巨星比·南利合作过多部电影，被誉为马来西亚版伊丽莎白·泰勒。

## 演艺生涯

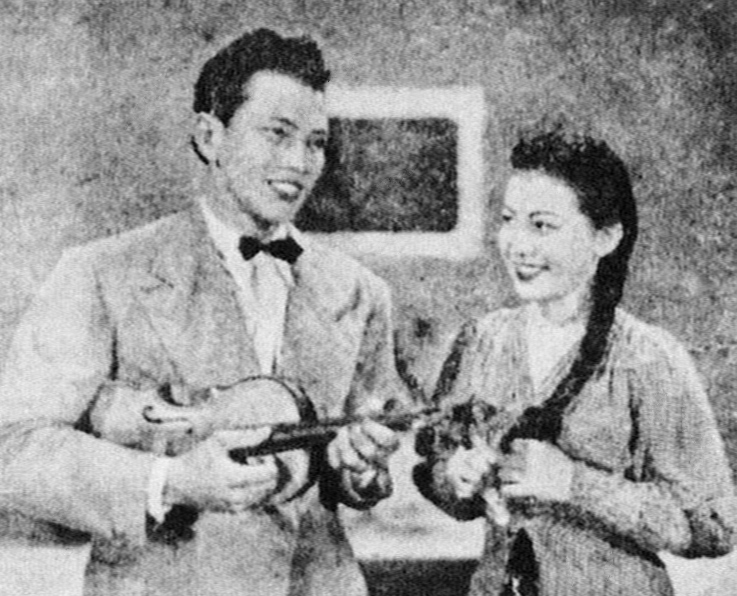
卡斯玛和比·南利，摄于1950年

15岁开始演艺生涯，在邵氏公司演出多部著名作品，与比·南利合作过多部电影，如《Bakti》、《Sejoli》、《Juwita》和《Ragam P. Ramlee》等。
1952年因与邵氏公司高层纠纷闹上法庭，为捍卫原则和尊严，放弃了原计划出演的电影《Antara Senyum dan Tangis》，并退出了邵氏公司。
1958年，应马来亚首相东姑阿都拉曼之邀，出演了国泰公司制作的电影《玛苏丽》（Mahsuri）。1960年代，在第七届电影节上获得了资深电影明星奖和资深电影人奖。因其美丽的容貌被誉为马来西亚版伊丽莎白·泰勒或"马来影后"。除了外表，她还拥有早期经典电影时代马来女主角所需的才能与魅力，受到同行艺术家，尤其是比南利的尊重。
晚期，她主要在雪兰莪淡江的独立电影制作公司（Studio Merdeka）活跃，出演了多部电影，如《Keris Sempena Riau》、《Selindang Merah》、《Ratapan Ibu》、《Siti Payong》、《Tangkap Basah》和《Anak Manja》。
在出演了近20多部电影后，卡斯玛于1992年决定退出演艺圈。

## 逝世
晚年，她饱受心脏病、糖尿病、高血压和肺炎等多种疾病困扰。2007年5月13日，因肺炎导致呼吸急促，被送进位于吉隆坡附近安邦郊区的安邦医院。住院期间，卡斯玛希望能前往彭亨州金马仑高原和马六甲五屿岛度假。不幸的是，由于她无法离开医院，其愿望无法实现。根据对她的孙女Jeng Riema Booty Purnama的采访，卡斯玛的身体状况很好，可以在医院吃一些她最喜欢的食物，如Lontong、马铃薯泥和扁担饭。
2007年6月1日凌晨2点，她因肺炎去世，享年75岁。